# Affricata velare sonora
L'affricata velare sonora è un tipo di suono consonantico, usato in pochissime lingue parlate. I simboli dell'alfabeto fonetico internazionale che rappresentano questo suono sono ⟨ ɡ͡ɣ ⟩ e ⟨ ɡ͜ɣ ⟩.

## Caratteristiche
- Il suo modo di articolazione è affricato, il che significa che viene prodotto prima interrompendo completamente il flusso d'aria, quindi consentendo il flusso d'aria attraverso un canale ristretto nel punto di articolazione, provocando turbolenza.
- Il suo luogo di articolazione è velare, il che significa che si articola con la parte posteriore della lingua (il dorso) al palato molle.
- La sua fonazione è sonora, il che significa che le corde vocali vibrano durante l'articolazione.
- È una consonante orale, il che significa che l'aria può fuoriuscire solo attraverso la bocca.
- È una consonante centrale, il che significa che è prodotta dirigendo il flusso d'aria lungo il centro della lingua, piuttosto che ai lati.
- Il meccanismo del flusso d'aria è polmonare, il che significa che è articolato spingendo l'aria esclusivamente con i muscoli intercostali e il diaframma, come nella maggior parte dei suoni.

## Occorrenza
| Lingua  | Lingua                 | Parola | AFI      | Significato | Appunti                                                           |
| ------- | ---------------------- | ------ | -------- | ----------- | ----------------------------------------------------------------- |
| inglese | Broad Cockney          | good   | [ˈɡ͡ɣʊˑd̥] | 'bene'      | allofono occasionale di /ɡ/                                       |
| inglese | Received pronunciation | good   | [ˈɡ͡ɣʊˑd̥] | 'bene'      | allofono occasionale di /ɡ/                                       |
| inglese | Scozzese               | good   | [ˈɡ͡ɣʊˑd̥] | 'bene'      | Possibile allofono iniziale di sillaba e finale di parola di /ɡ/. |